# Ewa Iwańska-Wiwatowska
Ewa Iwańska-Wiwatowska (ur. 3 stycznia 1977) – polska judoczka,
Była zawodniczka UKS Kokodan Toruń (1992-2010). Srebrna medalistka zawodów Pucharu Świata w Mińsku 2003. Dwunastokrotna medalistka mistrzostw Polski seniorek: złota w 1998 w kat. powyżej 60 kg, czterokrotna srebrna (1998, 2000, 2003 i 2006 w kat. do 63 kg) oraz siedmiokrotna brązowa (1996 - kat. open, 1999 - kat. do 63 kg, 2001 - kat do 63 kg i kat. open, 2002, 2005 i 2007 - kat. do 63 kg). 